# Александра Маринина
Марина Анатолевна Алексеева (на руски: Марина Анатольевна Алексеева) е руска писателка, авторка на произведения в жанровете криминална литература и съвременен роман. Пише под псевдонима Александра Маринина.

## Биография и творчество
Марина Алексеева е родена на 16 юни 1957 г. в Лвов, Украинска съветска социалистическа република, в семейство на юристи. Принадлежи към потомствено семейство на работещи към Министерството на вътрешните работи. До 1971 г. живее в Ленинград, а след това в Москва. Учи в музикалното училище „Римски-Корсаков“ в Ленинград, а после в специална английска гимназия.
През 1979 г. завършва Юридическия факултет на Московския държавен университет и получава разпределение в Академията на МВР. Там започва кариерата си като лаборант, а през 1980 г. е назначена като изследовател, получавайки чин лейтенант. Занимава се с изучаването на личността на престъпниците с психични отклонения, както и с извършители на повтарящи се тежки престъпления. През 1986 г. защитава дисертация на тема: „Личността на осъдения за тежки престъпления и предотвратяване на специалния рецидив“ за докторска степен по Право. От 1987 г. става водещ специалист по анализиране и прогнозиране на престъпността. Има повече от 30 научни публикации. От 1994 г. работи като заместник главен и главен редактор на научноизследователския и редакционно-издателския отдел на Московския юридически институт на Министерството на вътрешните работи на Русия. През февруари 1998 г. се пенсионира с чин подполковник и се посвещава на писателската си кариера. На 9 април 1998 г. се омъжва за Сергей Заточни, полковник, доцент в катедра „Организация за оперативно-издирвателна дейност“ на Академията на Министерството на вътрешните работи на Русия.
През 1991 г. съвместно с колегата си Александър Горкин написват детективската повест „Шестикрылый серафим“, която е публикувана в списание „Милиция“ през 1992 г. Той излиза под съвместния им псевдоним Александра Маринина, който тя запазва и за следващите си произведения заради работата си в милицията.
През следваща година тя пише самостоятелно първия си трилър „Стечение на обстоятелствата“ от поредицата „Каменская“, който е публикуван през 1993 г. в списание „Милиция“. Главната героиня Анастасия „Настя“ Каменская е офицер и следовател от криминалния отдел на милицията, която разследва различни случаи на убийства. Поредицата става много популярна и прави произведенията на авторката едни от най-продаваните. От 1999 г. по мотиви от поредицата са направени шест телевизионни сериала „Каменская" с участието на Елена Яковлева, Сергей Гармаш и Сергей Никоненко.
Пише произведения и в други литературни жанрове, като най-значимите за авторката е семейна сага „Този, който знае“. В своите творби тя не набляга на действието и вулгарността, а на интригата, методите и аналитичната работа на разследващите органи, на личностните отношение на героите. В тях представя реалистичното изобразяване на всекидневните проблеми на днешна Русия.
През 1995 г. е наградена от МВР за най-добри книги за работата на руската милиция (за „Смърт заради смъртта“ и „Игра на чужд терен“). През 1998 г. е обявена за „Писател на годината“ с най-висок тираж, а през 2006 г. получава наградата „Писател на десетилетието“.
Произведенията на писателката неизменно са бестселъри. Те са преведени на повече от 20 езика, издадени са в повече от 25 страни и в над 40 милиона екземпляра по света.
Александра Маринина живее със семейството си в Москва.

## Произведения

### Самостоятелни романи
- Шестикрылый серафим (1992) – с Александър Горкин
- Фантомът на паметта, Фантом памяти (2002)
- Всеки за себе си, Каждый за себя (2003)
- Равновесие на леда, Чувство льда (2006)
- Всичко наопаки, Всё не так (2007)
- Бой на тигри, Бой тигров в долине (2012) – двутомник
- Оборванные нити (2012-2013) – тритомник
- Последний рассвет (2014)
- Горький квест (2018)

### Серия „Каменская“ (Анастасия Каменская)
1. Стечение на обстоятелствата, Стечение обстоятельств (1993)
2. Игра на чужд терен, Игра на чужом поле (1994)
3. Откраднатият сън, Украденный сон (1995)
4. Неволна убийца, Убийца поневоле (1995)
5. Смърт заради смъртта, Смерть ради смерти (1995)
6. Пешките падат първи, Шестерки умирают первыми (1995)
7. Смърт и малко любов, Смерть и немного любви (1995)
8. Черният списък, Черный список (1995)
9. Посмъртен образ, Посмертный образ (1995)
10. За всичко се плаща, За все надо платить (1996)
11. Чужда маска, Чужая маска (1996)
12. Не пречете на палача, Не мешайте палачу (1996)
13. Отдел Убийства: Главният заподозрян, Стилист (1996)
14. Отдел Убийства: Илюзия за грях, Иллюзия греха (1996)
15. Светлият лик на смъртта, Светлый лик смерти (1997)
16. Жертвата неизвестна, Имя потерпевшего – Никто (1997)
17. Мъжки игри, Мужские игры (1997)
18. Аз умрях вчера, Я умер вчера (1997)
19. Реквием, Реквием (1998)
20. Призрачна музика, Призрак музыки (1998)
21. Седмата жертва, Седьмая жертва (1999)
22. Когато боговете се смеят, Когда боги смеются (2000),
23. Незаключената врата, Незапертая дверь (2002)
24. Законът за трите отрицания, Закон трех отрицаний (2002-2003)
25. Няма връщане назад, Соавторы (2004)
26. Воющие псы одиночества (2004)
27. Градска тарифа, Городской тариф (2006) (Каменская и Дорошин)
28. Живот след живота, Жизнь после жизни (2010)
29. Лични мотиви, Личные мотивы (2010)
30. Смъртта като изкуство, Смерть как искусство (2011)
31. Ангелите не оцеляват на леда, Ангелы на льду не выживают (2014)
32. Сибирски тайни, Казнь без злого умысла (2015)
33. Другата истина, Другая правда (2019)
34. Безупречна репутация, Безупречная репутация (2020)
35. Косвени жертви, Отдаленные последствия (2021)
36. Тьма после рассвета (2022)
37. Дебютная постановка (2023)

### Серия „Този, който знае“ (Тот, кто знает)
1. Опасные вопросы (2001)
2. Перекрёсток (2001)

### Серия „Дорошин“ (Дорошин – участковый милиционер)
1. Смяна на мишената, Замена объекта (2005)
2. Капан за мишки, Пружина для мышеловки (2005)
3. Градска тарифа, Городской тариф (2006) (Каменская и Дорошин)

### Серия „Поглед от вечността“ (Взгляд из вечности)
1. Благие намерения (2009)
2. Дорога (2009)
3. Ад (2010)

### Пиеси
- Брошенная кукла с оторванными ногами (2001) – комедия
- Ну, ребята, вы попали (2001) – комедия

## Филмография
- 1999-2000 Каменская. Част 1

1. Стечение обстоятельств – 2 серии
2. Убийца поневоле – 2 серии
3. Смерть ради смерти – 2 серии
4. Смерть и немного любви – 2 серии
5. Шестерки умирают первыми – 2 серии
6. Игра на чужом поле – 2 серии
7. Чужая маска – 2 серии
8. Не мешайте палачу – 2 серии

- 2002 Каменская. Част 2

1. Украденный сон – 4 серии
2. Я умер вчера – 4 серии
3. Мужские игры – 4 серии
4. За всё надо платить – 4 серии

- 2003 Каменская. Част 3

1. Иллюзия греха – 4 серии
2. Когда боги смеются – 4 серии
3. Стилист – 4 серии
4. Седьмая жертва – 4 серии

- 2005 Каменская. Част 4

1. Личное дело – 4 серии по „Призрак музыки“
2. Тень прошлого – 4 серии по „Светлый лик смерти“
3. Двойник – 4 серии по „Незапертая дверь“

- 2008 Каменская. Част 5

1. Реквием – 2 серии
2. Имя потерпевшего – Никто – 2 серии
3. Воющие псы одиночества – 2 серии
4. Посмертный образ – 2 серии
5. Соавторы – 2 серии
6. Закон трёх отрицаний – 2 серии

- 2011 Каменская. Част 6

1. Вспомнить – нельзя – 2 серии
2. Простая комбинация – 2 серии
3. Городской тариф – 2 серии
4. Замена объекта – 2 серии
5. Чёрный список – 2 серии
6. Пружина для мышеловки – 2 серии